# Kabarnet
Kabarnet è un centro abitato del Kenya, capoluogo della contea di Baringo. È situato nella Rift Valley.

## Amministrazione

### Gemellaggi
- Hürth, dal 1988